# Museu d'Art Nacional de Letònia
El Museu d'Art Nacional de Letònia (en letó:Latvijas Nacionalais mākslas muzejs) té la més rica col·lecció d'art nacional a Letònia. Alberga més de 52.000 obres representatives del desenvolupament de l'art en la regió bàltica i a Letònia, des de mitjan segle xviii fins a l'actualitat. També exhibeix obres de l'art rus des del segle xvi fins a la primera meitat del segle xx.

## Edificis del museu
La seu principal del museu a Riga situat al carrer Krišjāņa Valdemāra n. 10, es troba a un edifici catalogat com d'importància nacional i presenta una monumental façana en arquitectura barroca i classicista, en el seu interior es pot apreciar grans decoracions amb elements de l'Art Nouveau.
També el museu té altres edificis filials on s'allotgen:
- Arsenāls – Museu de Belles Arts
- Museu de Romanos Suta i Aleksandra Beļcova
- Museu d'Arts Decoratives i Disseny de Letònia
- Museu Letó d'Art Estranger.

Va ser dissenyat per l'arquitecte i historiador de l'art alemany-letó Wilhelm Neumann i construït el 1905. És un dels més impressionants edificis històrics en la zona de Riga. Va ser el primer edifici al Bàltic que es va construir amb el propòsit de ser un museu.
El museu es troba tancat en procés de renovació des de l'any 2013.